# Dactylanthias baccheti
Dactylanthias baccheti är en fiskart som beskrevs av Randall 2007. Dactylanthias baccheti ingår i släktet Dactylanthias och familjen havsabborrfiskar. Inga underarter finns listade i Catalogue of Life.